# Dave Coulier
David Alan Coulier (St. Clair Shores, 21 settembre 1959) è un attore e comico statunitense.

## Biografia
È noto soprattutto per aver interpretato Joey Gladstone nella sitcom Gli amici di papà della ABC e per aver prestato la voce originale di Peter Venkman nella serie animata The Real Ghostbusters, oltre alle sue interpretazioni di Animal e del Dott. Bunsen in Muppet Babies.

## Doppiatori italiani
Nelle versioni in italiano dei suoi lavori, Dave Coulier è stato doppiato da:
- Raffaele Fallica in Gli amici di papà
- Enzo Avolio in Gli amici di papà, Le amiche di mamma
- Sandro Acerbo in Nolan - Come diventare un supereroe
- Massimiliano Manfredi in Il bambino venuto dal mare
- Alessandro Zurla in How I Met Your Mother
- Walter Rivetti in Dollface

Da doppiatore è sostituito da:
- Enrico Maggi in Muppet Babies
- Antonello Governale in Muppet Babies
- Giuliano Santi in Felix salva il natale
- Oreste Rizzini in The Real Ghostbusters
- Fabrizio Vidale in The Real Ghostbusters
- Nanni Baldini in Robot Chicken
- Oreste Baldini in Robot Chicken
- Ambrogio Colombo in China, IL